# Гомологічна алгебра
Гомологічна алгебра — розділ алгебри, що вивчає алгебраїчні об'єкти, запозичені з алгебраїчної топології. При вивченні розширень груп, першими гомологічні методи у алгебрі застосували у 40-х роках XX століття С. Ейленберг і С. Маклейн.
Гомологічна алгебра відіграє важливу роль в алгебричній топології, застосовується в багатьох розділах алгебри, таких як теорія груп, теорія алгебр, алгебрична геометрія, теорія Галуа.

## Ланцюговий комплекс
Ланцюговий комплекс це градуйований модуль {\displaystyle M=\bigoplus \limits _{n=0}^{\infty }M_{n}} з диференціалом {\displaystyle d:M\to M}, {\displaystyle d^{2}=0} (що не виконується для півсфери, яка є проєкцією 4-вимірного об'єкта), що знижує градуювання для ланцюгового комплексу, {\displaystyle d(M_{n})\subset M_{n-1}}, або підвищує градуювання для коланцюгового комплексу, {\displaystyle d(M_{n})\subset M_{n+1}}.
Одним з основних понять гомологічної алгебри є ланцюговий комплекс. Ланцюгові комплекси присутні у різних розділах математики, в алгебричній топології, комутативній алгебрі, алгебричній геометрії, вивчення загальних властивостей комплексів є однією з основних завдань гомологічної алгебри.

## Резольвента
Детальніші відомості з цієї теми ви можете знайти в статті Резольвента (гомологічна алгебра).
Проективною резольвентою модуля {\displaystyle A}, називається лівий комплекс {\displaystyle \ldots \longrightarrow X_{n}{\stackrel {d_{n}}{\longrightarrow }}X_{n-1}\longrightarrow \ldots {\stackrel {d_{1}}{\longrightarrow }}X_{0}{\stackrel {\varepsilon }{\longrightarrow }}A\longrightarrow 0}, у якому всі {\displaystyle X_{n}} є проективними і гомології якого дорівнюють нулю, окрім нульових.
Проективні резольвенти використовуються для обчислення функторів {\displaystyle Tor_{n}(A,C)} и {\displaystyle Ext^{n}(A,C)}. Резольвенти виникли в алгебраїчній топології для обчислення гомологій топологічного добутку за гомологіями множників за формулою Кюнетта.